# Чернишевка (Бакчарський район)
Чернише́вка (рос. Чернышевка) — село у складі Бакчарського району Томської області, Росія. Входить до складу Бакчарського сільського поселення.

## Населення
Населення — 397 осіб (2010; 421 у 2002).
Національний склад (станом на 2002 рік):
- росіяни — 84 %